# Карпівка (Курманський район)
Ка́рпівка (до 1948 року — Караву́л-Джангара́; крим. Qaravul Canğara) — село Курманського району Автономної Республіки Крим.
Відстань від райцентру до населеного пункта становить 17 кілометрів по прямій.